# 60
| 60                 |
| ------------------ |
| Dødsfald - Fødsler |
|                    |

| Gregoriansk kalender | 60 LX                   |
| Ab urbe condita      | 813                     |
| Armensk kalender     | I/T                     |
| Kinesiske kalender   | 2756 – 2757 己未 – 庚申 |
| Etiopisk kalender    | 52 – 53                 |
| Jødisk kalender      | 3820 – 3821             |
| Hindukalendere       |                         |
| - Vikram Samvat      | 115 – 116               |
| - Shaka Samvat       | N/A                     |
| - Kali Yuga          | 3161 – 3162             |
| Iransk kalender      | 562 BP – 561 BP         |
| Islamisk kalender    | 580 BH – 579 BH         |

Se også 60 (tal)